# Ariste (Saaremaa)
Koordinaten: 58° 32′ N, 23° 2′ O
Ariste (deutsch Harris) ist ein Dorf (estnisch küla) auf der größten estnischen Insel Saaremaa. Es gehört zur Landgemeinde Saaremaa (bis 2017: Landgemeinde Orissaare) im Kreis Saare. Ariste ist nicht zu verwechseln mit Valjala-Ariste, das ebenfalls auf der Insel Saaremaa liegt und bis 2017 Ariste hieß.

## Beschreibung
Das Dorf hat 27 Einwohner (Stand 31. Dezember 2011). Es liegt 25 Kilometer nordöstlich der Inselhauptstadt Kuressaare.
Das Dorf wurde erstmals 1569 unter dem Namen Harist urkundlich erwähnt. Nördlich des Dorfkerns finden sich zwei Kultsteine mit über sechzig Löchern.